# 史普林维尔 (阿拉巴马州)
史普林维尔（英文：Springville），是美国阿拉巴马州下属的一座城市。面积约为8.9平方英里（约合23.05平方公里）。根据2010年美国人口普查，该市有人口4,080人，人口密度为458.43/平方英里（约合177.01/平方公里）。